# 霍赫施塔德爾山 (利恩茨多洛米蒂山脈)
46°45′36″N 12°51′24″E / 46.76000°N 12.85667°E

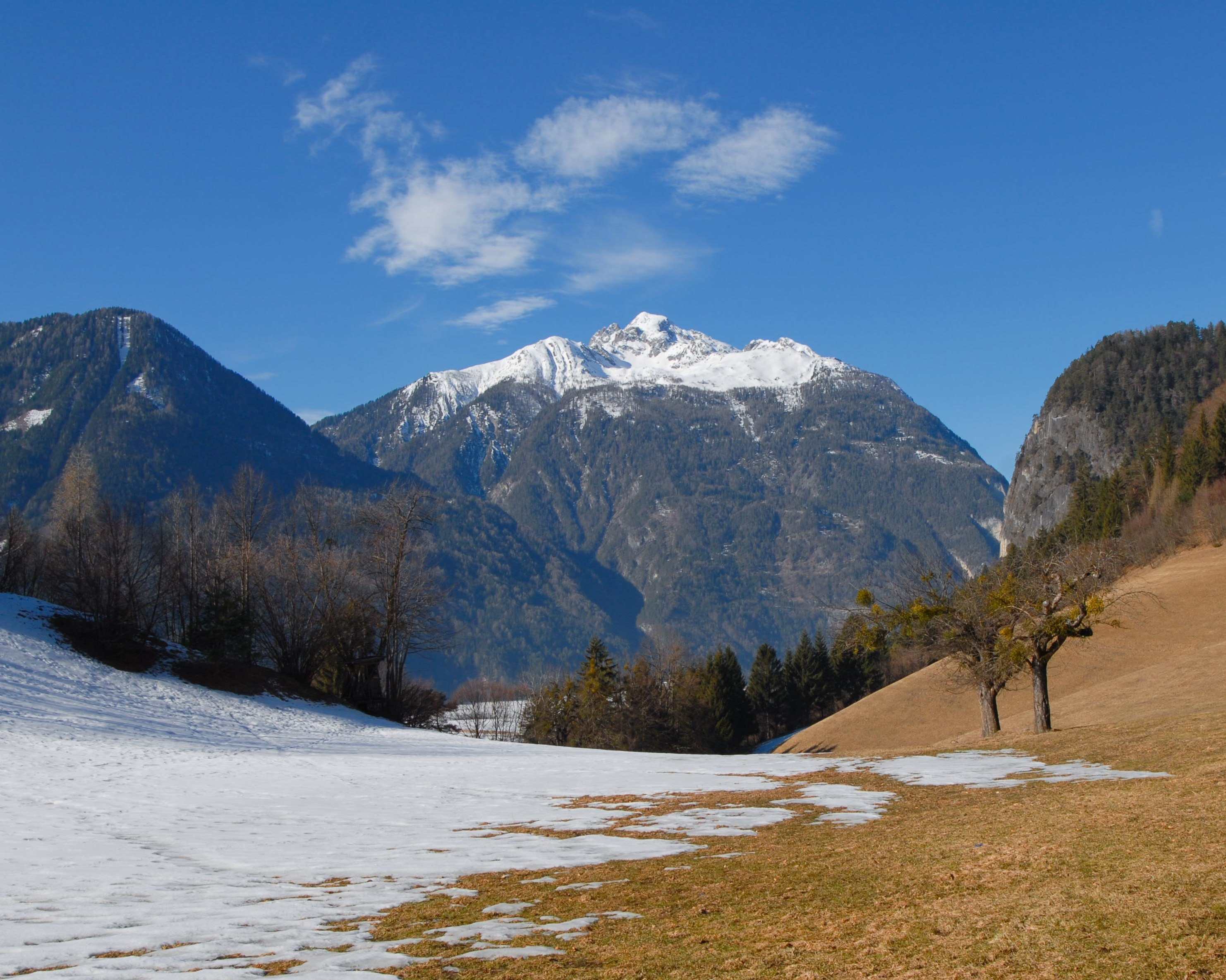

霍赫施塔德爾山（德語：Hochstadel），是奧地利的山峰，位於該國南部，由克恩頓州負責管轄，屬於利恩茨多洛米蒂山脈的一部分，海拔高度2,681米，每年平均降雨量2,138毫米。